# François Lambert
Cet article concerne l'administrateur militaire français. Pour le moine franciscain, voir François Lambert (réformateur).
Pour les articles homonymes, voir Lambert.
François Lambert, né le 4 février 1755 à Toulon (Provence) et mort le 3 février 1837 à Paris, est un administrateur militaire français.

## Biographie
Attaché d'abord comme employé et ensuite comme chef de bureau à l'intendance de la Corse, il devient, en 1784, secrétaire du gouverneur de la province de Franche-Comté.
Après la suppression de cette charge, il sert dans la garde nationale de Besançon et dans celle de Paris du 9 octobre 1789 au 23 mai 1792. À cette dernière date, le gouvernement l'appelle aux fonctions de commissaire des guerres de l'armée du Centre, devenue armée du Nord et de Belgique. Commissaire-ordonnateur le 9 décembre suivant, il passa avec ce grade à l'armée des Ardennes, où il est nommé ordonnateur en chef le 13 février 1793.
Suspendu comme suspect le 9 février 1794, réintégré le 17 mai suivant, il reçoit le 21 octobre 1795, l'ordre d'aller remplir les fonctions d'ordonnateur en chef de l'armée d'Italie, où il reste jusqu'en l'an VII ; puis il se rend le 14 novembre 1799, en Hollande, pour s'entendre avec le général-major Knox relativement à l'exécution du cartel conclu à Alkmaar entre le général Brune et le duc d'York.
Passé avec son grade a l'armée de réserve le 19 mars 1800, et appelé le 19 décembre 1800, à la tête de la commission de comptabilité de l'armée d'Italie, il est employé en Suisse lorsque le 4 septembre 1801, le premier Consul le nomme inspecteur aux revues.
Attaché en l'an XI, à la résidence de Milan et appelé en l'an XII, au camp de Saint-Omer, où il reçoit le 25 mars 1804, la décoration de la Légion d'honneur, il fait la campagne de l'an XIV avec la Grande Armée, et obtient le 26 décembre 1805, la croix d'officier de la Légion d'honneur. Il sert en Allemagne en 1806 et 1807, et sa conduite dans la province de Bamberg lui mérite une lettre autographe de remerciements du roi de Bavière, Maximilien-Joseph. Chargé en 1808, de l'inspection administrative du 3e corps, commandé par le maréchal Davout, il passe en 1809 à l'armée d'Espagne.
Admis à la retraite le 24 février 1810, puis remis en activité le 17 avril de la même année, il est nommé intendant général de l'armée de Portugal. Il ne quitte la péninsule que pour revenir en Allemagne, où il remplit en 1812 et 1813, des fonctions importantes dans le royaume de Prusse. L'Empereur lui confère le grade d'inspecteur en chef aux revues le 12 janvier 1813.
Louis XVIII le fait le chevalier de Saint-Louis le 19 juillet 1814, et commandeur de la Légion d'honneur le 14 février 1815, et l'admet définitivement à la retraite le 1er janvier 1816.
Grand officier de la Légion d'honneur le 20 avril 1831, il est mort à Paris le 5 février 1837.

## Source
- « François Lambert », dans Charles Mullié, Biographie des célébrités militaires des armées de terre et de mer de 1789 à 1850, 1852 [détail de l’édition]
- A. Lievyns, Jean Maurice Verdot, Pierre Bégat, Fastes de la Légion-d'honneur, biographie de tous les décorés accompagnée de l'histoire législative et réglementaire de l'ordre, Tome 4, Bureau de l’administration, 1844, 640 p. (lire en ligne), p. 371.